# Konst- och Nyhets Magasin för medborgare af alla klasser

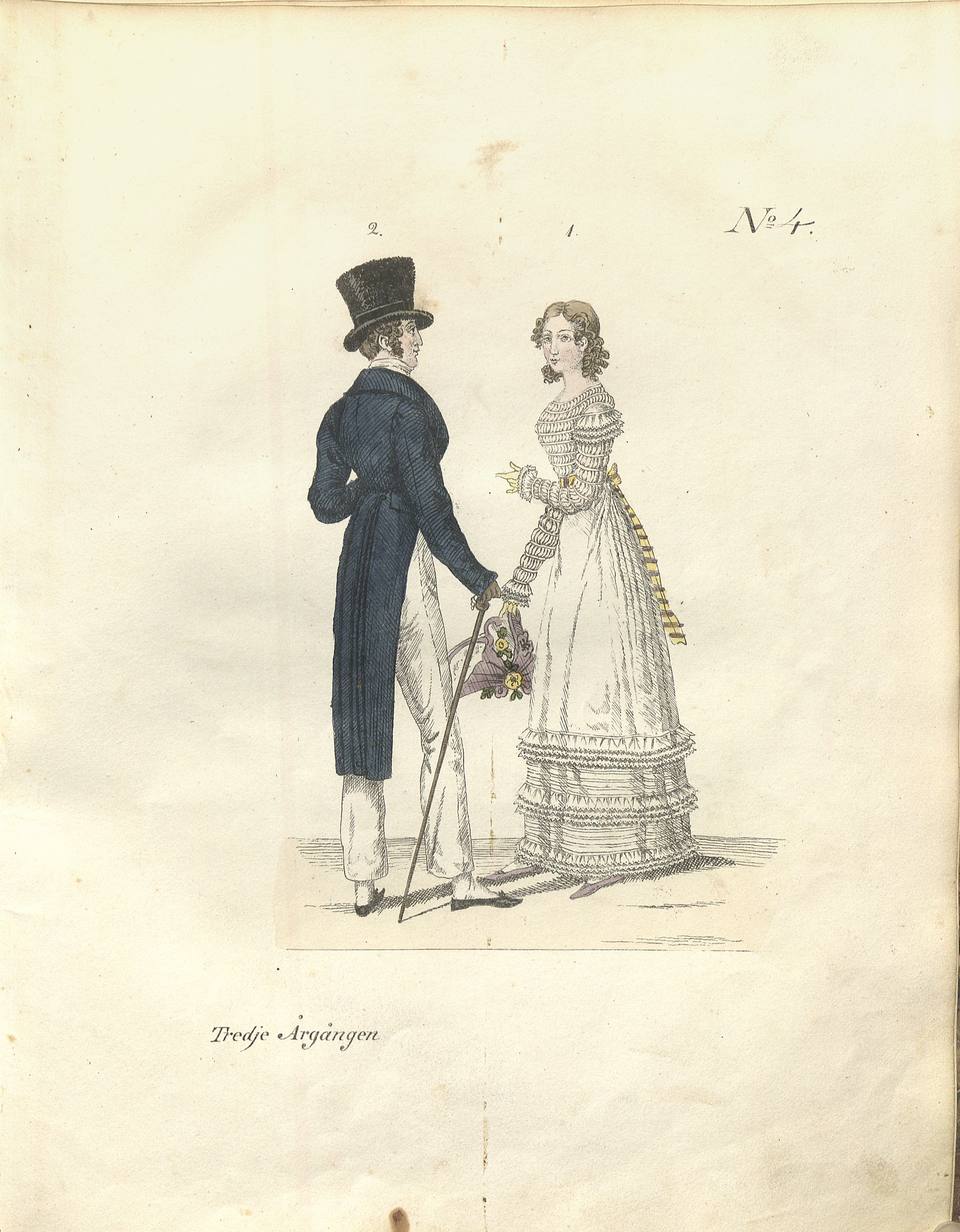
Konst och Nyhetsmagasin för medborgare af alla klasser 1820, illustration nr 4

Konst- och Nyhets Magasin för medborgare af alla klasser var en svensk tidskrift, utgiven mellan 1818 och 1822.
Det var en föregångare till Magasin för konst, nyheter och moder. Det var till skillnad från sin efterföljare inte exklusivt en modetidning, men var en av de första svenska tidningar som visade det senaste modet; troligen den tredje, efter Elegant-Tidning 1810 och Sofrosyne : ett blad för svenska fruntimmer.

## Bilder

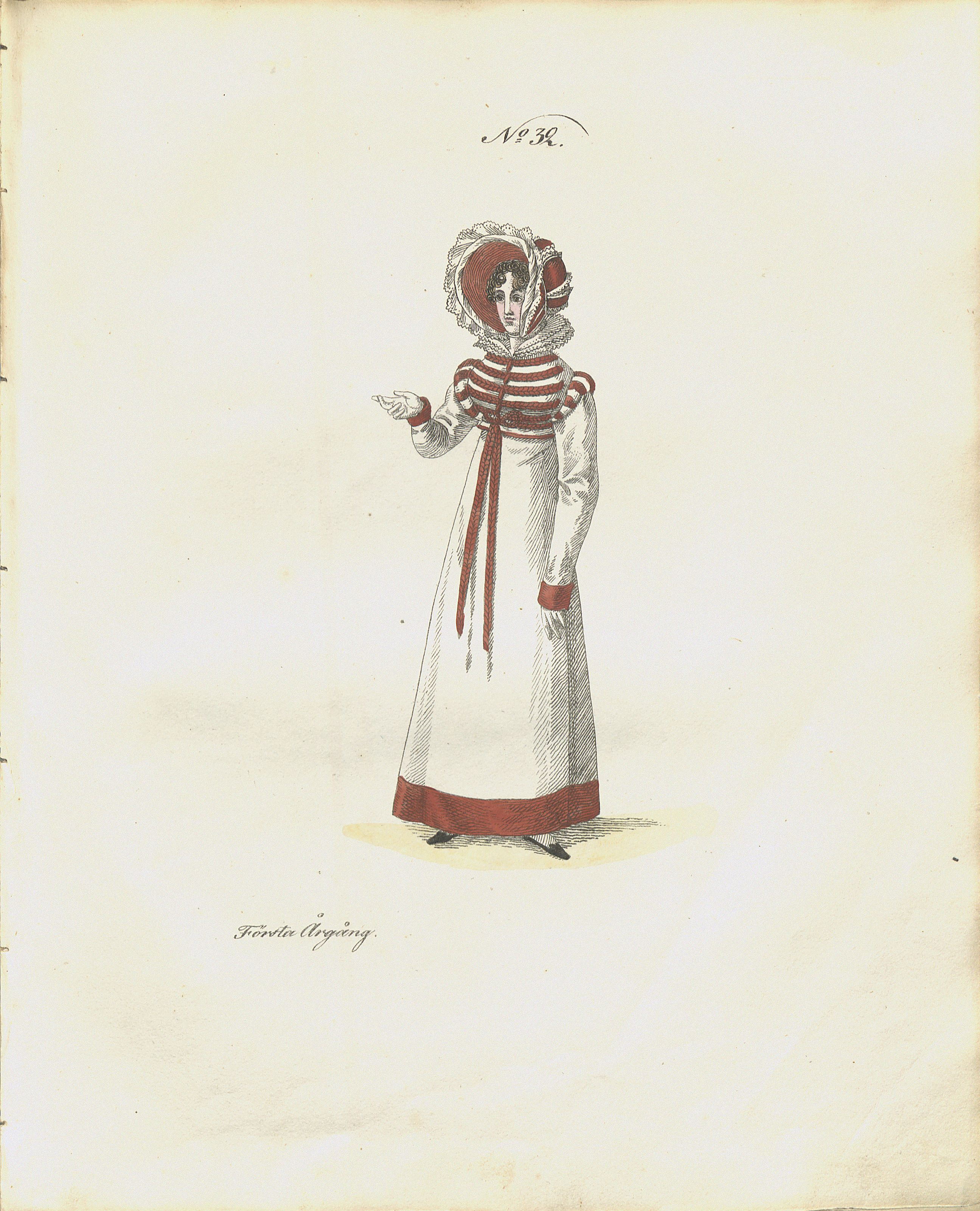
Konst och Nyhetsmagasin för medborgare af alla klasser 1818, illustration nr 32.
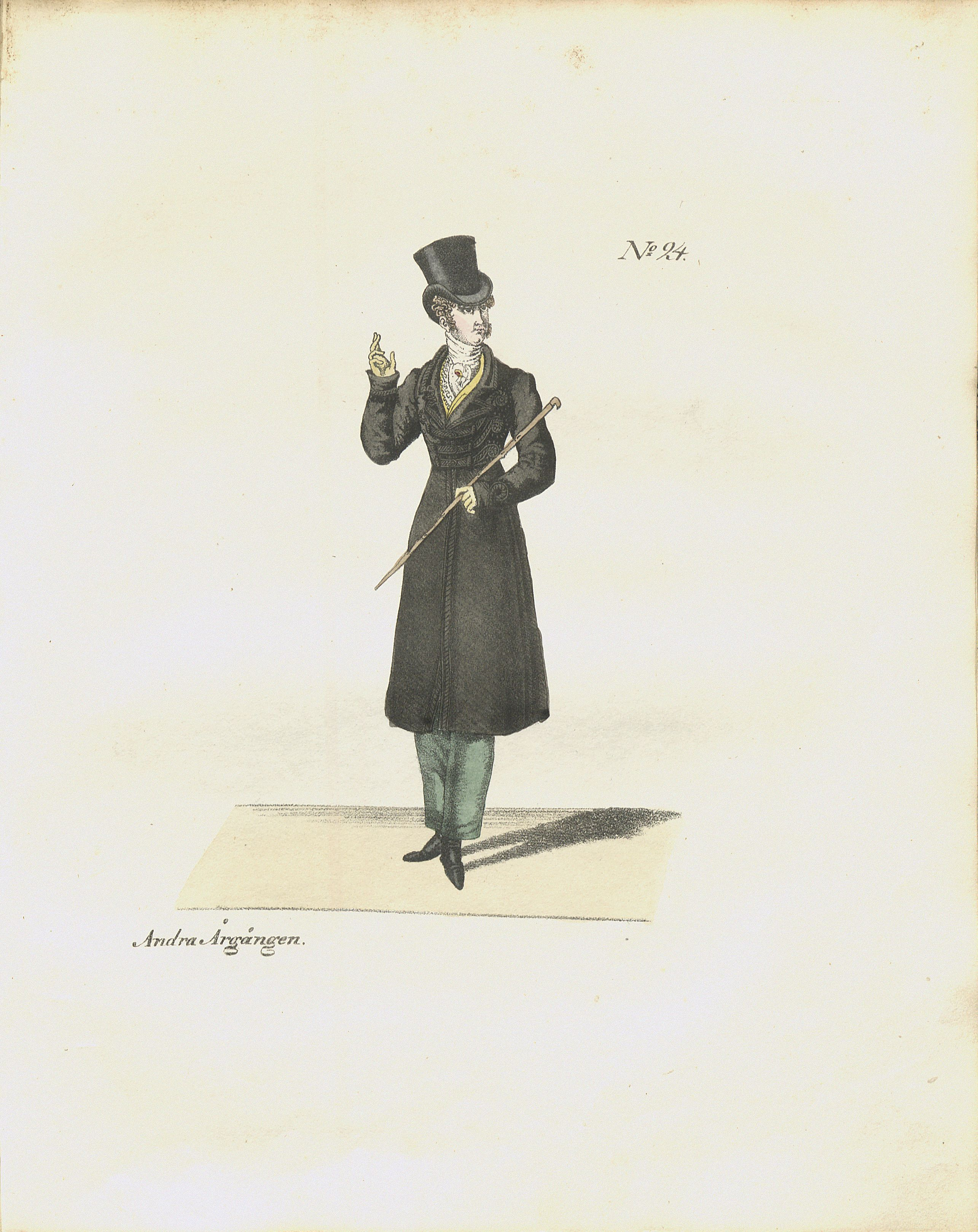
Konst och Nyhetsmagasin för medborgare af alla klasser 1819, illustration nr 24.
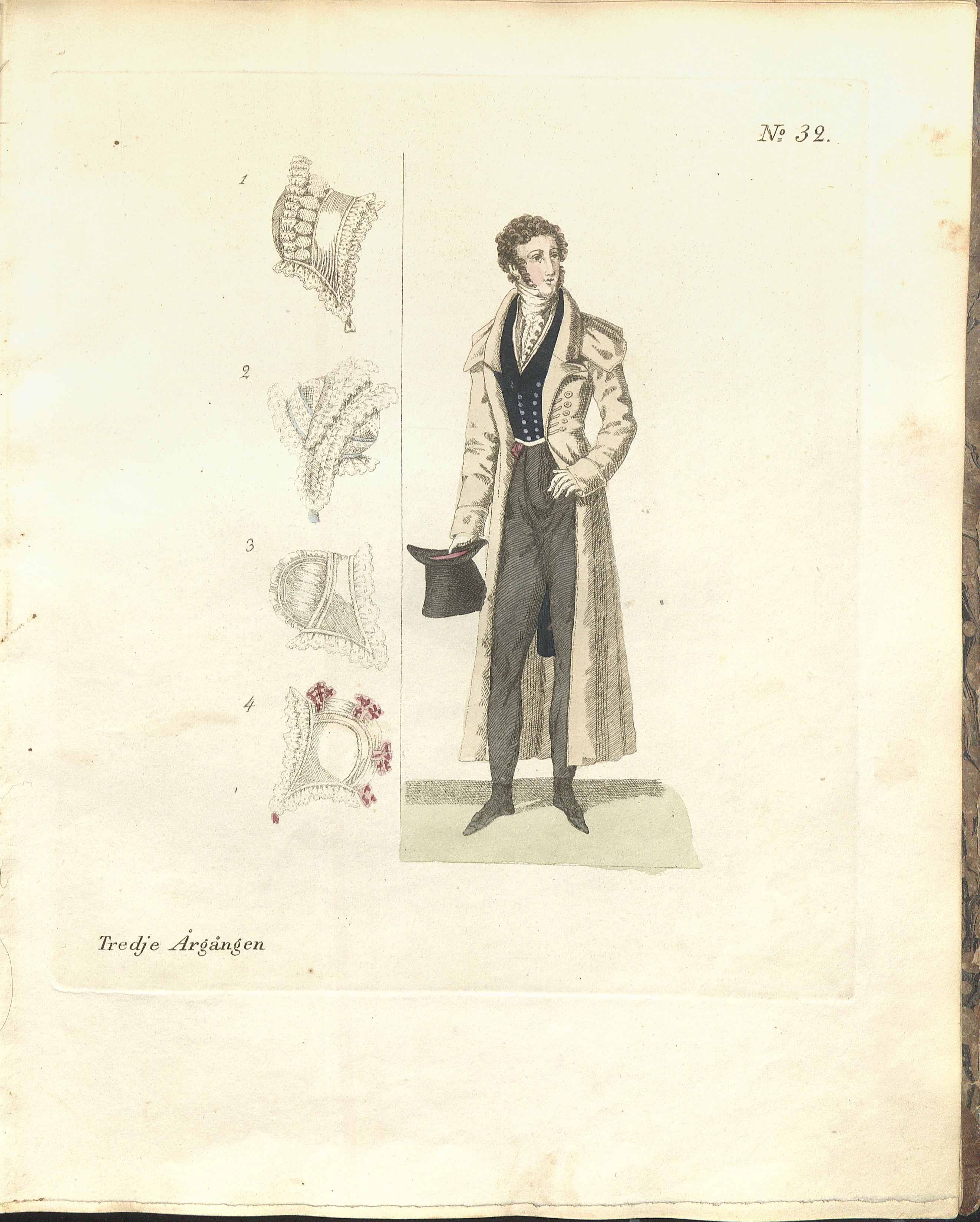
Konst och Nyhetsmagasin för medborgare af alla klasser 1820, illustration nr 32.
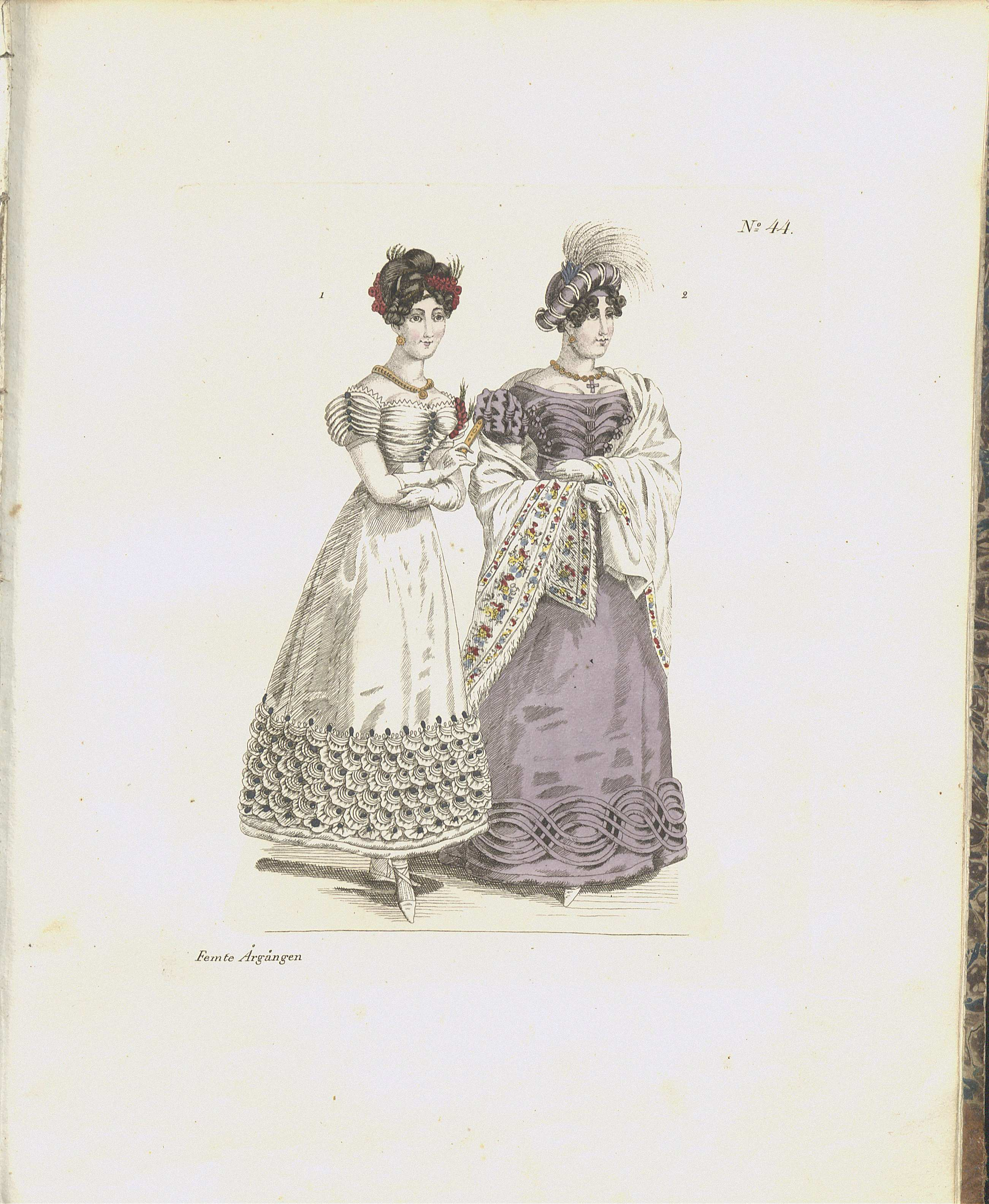
Konst och Nyhetsmagasin för medborgare af alla klasser 1822, illustration nr 44.